# Jan Rutta
Jan Rutta (* 29. červenec 1990 Písek) je český profesionální hokejista. V letech 2020 a 2021 vyhrál s klubem Tampa Bay Lightning Stanleyův pohár. Aktuálně působí v týmu San Jose Sharks.

## Soukromý život
Je také členem týmu Real TOP Praha, v jehož dresu se zúčastňuje charitativních zápasů a akcí.

## Ocenění a úspěchy
- 2011 ČHL-20 – Nejlepší střelec mezi obránci
- 2012 Postup s týmem Piráti Chomutov do ČHL
- 2015 Postup s týmem Piráti Chomutov do ČHL
- 2015 1.ČHL – Nejlepší střelec mezi obránci

## Prvenství
- Debut v NHL – 5. října 2017 (Chicago Blackhawks proti Pittsburgh Penguins)
- První asistence v NHL – 5. října 2017 (Chicago Blackhawks proti Pittsburgh Penguins)
- První gól v NHL – 7. října 2017 (Chicago Blackhawks proti Columbus Blue Jackets, brankáři Joonas Korpisalo)

## Klubové statistiky
| Sezóna       | Klub                  | Soutěž       |     | Základní část | Základní část | Základní část | Základní část | Základní část |   | Play off | Play off | Play off | Play off | Play off |
| Sezóna       | Klub                  | Soutěž       | Z   | G             | A             | B             | TM            | Z             | G | A        | B        | TM       |          |          |
| 2008–09      | KLH Chomutov          | 1.ČHL        | 2   | 0             | 0             | 0             | 0             | —             | — | —        | —        | —        |          |          |
| 2008–09      | SK Kadaň              | 1.ČHL        | 2   | 0             | 0             | 0             | 0             | —             | — | —        | —        | —        |          |          |
| 2008–09      | IHC Písek             | 2.ČHL        | 2   | 0             | 0             | 0             | 0             | —             | — | —        | —        | —        |          |          |
| 2009–10      | SK Kadaň              | 1.ČHL        | 18  | 1             | 4             | 5             | 0             | 9             | 0 | 3        | 3        | 0        |          |          |
| 2009–10      | HC Klašterec nad Ohři | 2.ČHL        | 3   | 0             | 1             | 1             | 0             | 5             | 0 | 0        | 0        | 4        |          |          |
| 2010–11      | KLH Chomutov          | 1.ČHL        | 24  | 0             | 0             | 0             | 10            | —             | — | —        | —        | —        |          |          |
| 2011–12      | Piráti Chomutov       | 1.ČHL        | 48  | 2             | 6             | 8             | 16            | 12            | 1 | 4        | 5        | 6        |          |          |
| 2012–13      | Piráti Chomutov       | ČHL          | 37  | 1             | 3             | 4             | 18            | —             | — | —        | —        | —        |          |          |
| 2012–13      | SK Kadaň              | 1.ČHL        | 7   | 0             | 3             | 3             | 0             | —             | — | —        | —        | —        |          |          |
| 2013–14      | Piráti Chomutov       | ČHL          | 17  | 1             | 2             | 3             | 4             | —             | — | —        | —        | —        |          |          |
| 2013–14      | SK Kadaň              | 1.ČHL        | 18  | 1             | 3             | 4             | 8             | —             | — | —        | —        | —        |          |          |
| 2014–15      | Piráti Chomutov       | 1.ČHL        | 50  | 11            | 16            | 27            | 28            | 22            | 5 | 7        | 12       | 46       |          |          |
| 2015–16      | Piráti Chomutov       | ČHL          | 44  | 10            | 11            | 21            | 22            | 7             | 1 | 2        | 3        | 8        |          |          |
| 2016–17      | Piráti Chomutov       | ČHL          | 46  | 8             | 24            | 32            | 30            | 17            | 2 | 11       | 13       | 8        |          |          |
| 2017–18      | Chicago Blackhawks    | NHL          | 57  | 6             | 14            | 20            | 24            | —             | — | —        | —        | —        |          |          |
| 2018–19      | Chicago Blackhawks    | NHL          | 23  | 2             | 4             | 6             | 12            | —             | — | —        | —        | —        |          |          |
| 2018–19      | Rockford IceHogs      | AHL          | 8   | 1             | 3             | 4             | 2             | —             | — | —        | —        | —        |          |          |
| 2018–19      | Tampa Bay Lightning   | NHL          | 14  | 0             | 2             | 2             | 4             | —             | — | —        | —        | —        |          |          |
| 2018–19      | Syracuse Crunch       | AHL          | 18  | 3             | 5             | 8             | 10            | —             | — | —        | —        | —        |          |          |
| 2019–20      | Tampa Bay Lightning   | NHL          | 33  | 1             | 6             | 7             | 14            | 5             | 0 | 1        | 1        | 0        |          |          |
| 2020–21      | Tampa Bay Lightning   | NHL          | 35  | 0             | 8             | 8             | 22            | 23            | 2 | 1        | 3        | 8        |          |          |
| 2021–22      | Tampa Bay Lightning   | NHL          | 76  | 3             | 15            | 18            | 47            | 17            | 1 | 4        | 5        | 17       |          |          |
| 2022–23      | Pittsburgh Penguins   | NHL          | 56  | 3             | 6             | 9             | 30            | —             | — | —        | —        | —        |          |          |
| 2023–24      | San Jose Sharks       | NHL          | 69  | 5             | 14            | 19            | 38            | —             | — | —        | —        | —        |          |          |
| 2024–25      | San Jose Sharks       | NHL          | 54  | 3             | 6             | 9             | 28            | —             | — | —        | —        | —        |          |          |
| Celkem v NHL | Celkem v NHL          | Celkem v NHL | 417 | 23            | 75            | 98            | 219           | 49            | 3 | 8        | 11       | 37       |          |          |

## Reprezentace
| Rok                       | Tým                       | Soutěž                    | Z  | G | A | B | TM |
| ------------------------- | ------------------------- | ------------------------- | -- | - | - | - | -- |
| 2008                      | Česko 18                  | MS-18 D1                  | 5  | 0 | 0 | 0 | 0  |
| 2017                      | Česko                     | MS                        | 8  | 1 | 0 | 1 | 0  |
| 2019                      | Česko                     | MS                        | 10 | 1 | 2 | 3 | 4  |
| 2024                      | Česko                     | MS                        | 9  | 1 | 0 | 1 | 8  |
| Juniorská kariéra celkově | Juniorská kariéra celkově | Juniorská kariéra celkově | 5  | 0 | 0 | 0 | 0  |
| Seniorská kariéra celkově | Seniorská kariéra celkově | Seniorská kariéra celkově | 27 | 3 | 2 | 5 | 12 |